# Thyreodon woodleyi
Thyreodon woodleyi är en stekelart som beskrevs av Ian D. Gauld 2004. Thyreodon woodleyi ingår i släktet Thyreodon och familjen brokparasitsteklar. Inga underarter finns listade i Catalogue of Life.